# Andrej Škufca
Andrej Škufca, slovenski plesalec, * 25. november 1973, Ljubljana.
Andrej Škufca in Katarina Venturini sta v času svojega sodelovanja med letoma 1990 in 2008 predstavljala najuspešnejši slovenski plesni par. V času svojega sodelovanja sta osvojila 23 prvih mest na državnih tekmovanjih v standardnih in latinskoameriških plesih, večkrat sta dosegla tudi naziv svetovnih prvakov v teh kategorijah. Svojo zadnjo skupno plesno predstavo sta imela 2. marca 2008 v Gallusovi dvorani Cankarjevega doma.
Leta 2016 se je poročil s svojo soplesalko Melindo Törökgyörgy iz Madžarske.
V 9. sezoni je postal žirant šova Slovenija ima talent.